# Dante Bareyro
Dante Bareyro (Corrientes, Argentina, 25 de junio de 1989) es un exfutbolista argentino. Juega de defensor y su equipo actual es el Central Córdoba de la Primera División de Argentina.

## Clubes
| Club              | País      | Año           |
| ----------------- | --------- | ------------- |
| Crucero del Norte | Argentina | 2012 - 2013   |
| Chaco For Ever    | Argentina | 2013-2014     |
| Crucero del Norte | Argentina | 2014-2015     |
| Central Córdoba   | Argentina | 2016-presente |